# Diocèse de Gbarnga
Le diocèse catholique romain de Gbarnga est un diocèse situé dans la ville de Gbarnga dans la province ecclésiastique de Monrovia au Liberia.

## Histoire
- 17 novembre 1986: Établi en tant que diocèse de Gbarnga de l'archidiocèse métropolitain de Monrovia